# 290'erne f.Kr.
Århundreder: 4. århundrede f.Kr. – 3. århundrede f.Kr. – 2. århundrede f.Kr.
Årtier: 340'erne f.Kr. 330'erne f.Kr. 320'erne f.Kr. 310'erne f.Kr. 300'erne f.Kr. – 290'erne f.Kr. – 280'erne f.Kr. 270'erne f.Kr. 260'erne f.Kr. 250'erne f.Kr. 240'erne f.Kr.
År: 299 f.Kr. 298 f.Kr. 297 f.Kr. 296 f.Kr. 295 f.Kr. 294 f.Kr. 293 f.Kr. 292 f.Kr. 291 f.Kr. 290 f.Kr.